# Clasificación para la Eurocopa 2012
La clasificación para la Eurocopa 2012 es el torneo que entregó 14 cupos para el certamen que se llevó a cabo en Polonia y Ucrania.
La competición en los grupos de la clasificación para la Eurocopa 2012 se inició el 11 de agosto de 2010 y finalizó el 11 de octubre de 2011. Las selecciones de Polonia y Ucrania están clasificadas automáticamente como organizadores del torneo.
Se formaron nueve grupos: seis de seis equipos y tres de cinco. Se clasificaron para la fase final de la Eurocopa 2012 los primeros de cada grupo y el mejor segundo. Para decidir el mejor segundo, a los segundos de los grupos con seis equipos se les descontaron los partidos contra el clasificado en último lugar. Los ocho segundos restantes se enfrentaron en cuatro eliminatorias a ida y vuelta, programadas para el 11 y 15 de noviembre de 2011.

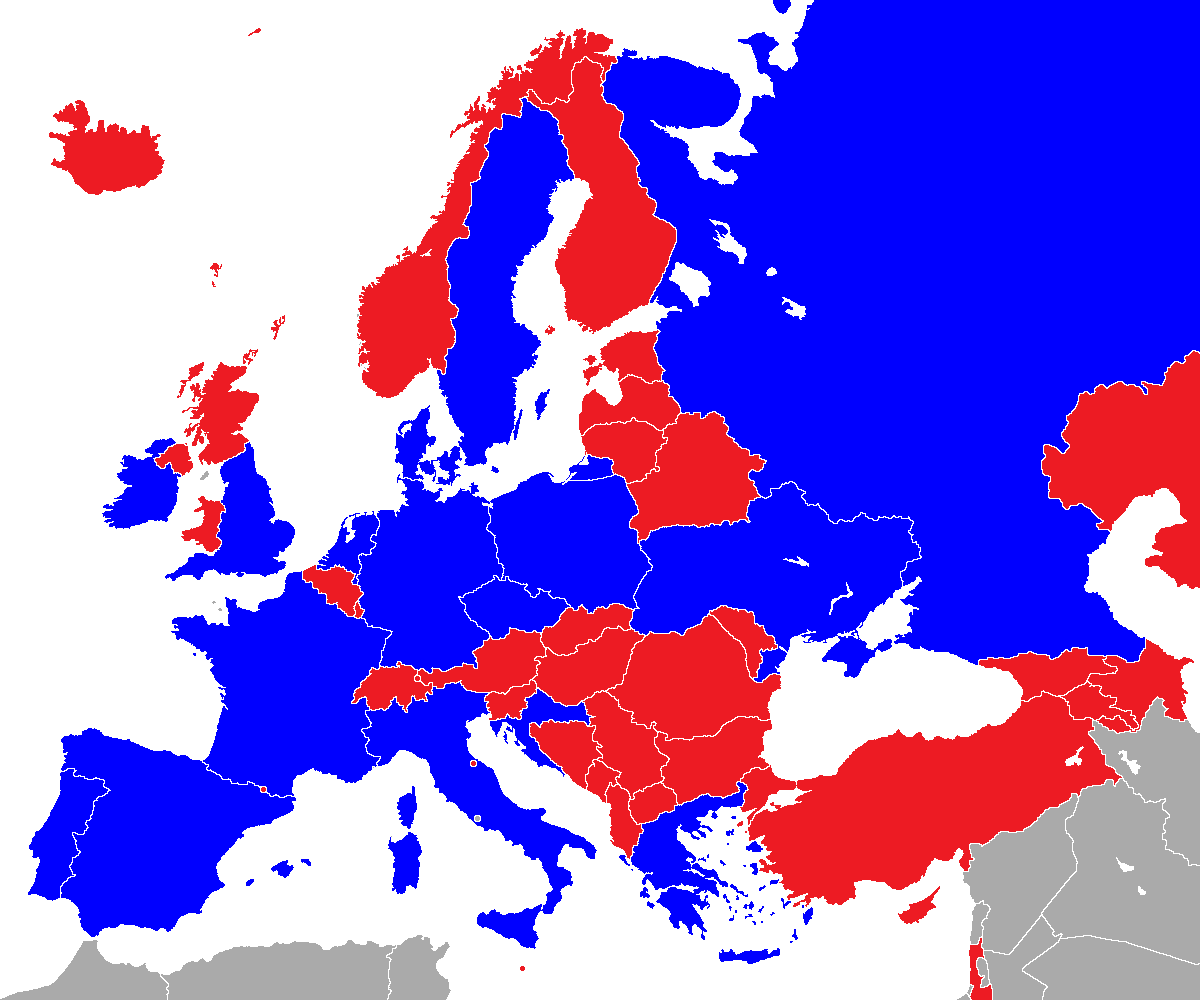
Clasificados
Eliminados
No son miembros de la UEFA

## Sorteo
El sorteo tuvo lugar en el Palacio de Cultura y Ciencias de Varsovia el día 7 de febrero de 2010. Participaron como «embajadores» del fútbol de los dos países organizadores los polacos Zbigniew Boniek y Andrzej Szarmach y los ucranianos Oleg Blokhin y Andrei Shevchenko. Las selecciones de Polonia y de Ucrania estaban clasificadas automáticamente como organizadoras del torneo.
| Bombo 1 | Bombo 2                                                                                                 | Bombo 3 |
| --- | --- | --- |
| - España (Campeón vigente) - Alemania - Países Bajos - Italia - Inglaterra - Croacia - Portugal - Francia - Rusia | - Grecia - República Checa - Suecia - Suiza - Serbia - Turquía - Dinamarca - Eslovaquia - Rumania       | - Israel - Bulgaria - Finlandia - Noruega - Irlanda - Escocia - Irlanda del Norte - Austria - Bosnia y Herzegovina |
| Bombo 4 | Bombo 5                                                                                                 | Bombo 6 |
| - Eslovenia - Letonia - Hungría - Lituania - Bielorrusia - Bélgica - Gales - Macedonia del Norte - Chipre         | - Montenegro - Albania - Estonia - Georgia - Moldavia - Islandia - Armenia - Kazajistán - Liechtenstein | - Azerbaiyán - Luxemburgo - Malta - Islas Feroe - Andorra - San Marino                                             |

## Grupos
| Grupo A    | Grupo B    | Grupo C           | Grupo D              | Grupo E      |
| ---------- | ---------- | ----------------- | -------------------- | ------------ |
| Alemania   | Rusia      | Italia            | Francia              | Países Bajos |
| Turquía    | Eslovaquia | Serbia            | Rumania              | Suecia       |
| Austria    | Irlanda    | Irlanda del Norte | Bosnia y Herzegovina | Finlandia    |
| Bélgica    | Macedonia  | Eslovenia         | Bielorrusia          | Hungría      |
| Kazajistán | Armenia    | Estonia           | Albania              | Moldavia     |
| Azerbaiyán | Andorra    | Islas Feroe       | Luxemburgo           | San Marino   |

| Grupo F | Grupo G    | Grupo H   | Grupo I         |
| ------- | ---------- | --------- | --------------- |
| Croacia | Inglaterra | Portugal  | España          |
| Grecia  | Suiza      | Dinamarca | República Checa |
| Israel  | Bulgaria   | Noruega   | Escocia         |
| Letonia | Gales      | Chipre    | Lituania        |
| Georgia | Montenegro | Islandia  | Liechtenstein   |
| Malta   |            |           |                 |

## Resultados

### Cuadro resumido
Clasificados para la Eurocopa 2012
     Accedieron a la segunda ronda (play-offs)
     Eliminados en la primera ronda
| Grupo A                                                                                 | Grupo B                                                                                          | Grupo C                                                                                          | Grupo D                                                                                  | Grupo E                                                                                 | Grupo F                                                                        | Grupo G                                                   | Grupo H                                                      | Grupo I                                                             |
| --------------------------------------------------------------------------------------- | ------------------------------------------------------------------------------------------------ | ------------------------------------------------------------------------------------------------ | ---------------------------------------------------------------------------------------- | --------------------------------------------------------------------------------------- | ------------------------------------------------------------------------------ | --------------------------------------------------------- | ------------------------------------------------------------ | ------------------------------------------------------------------- |
| Bandera de Alemania                                                                     | Bandera de Rusia                                                                                 | Bandera de Italia                                                                                | Bandera de Francia                                                                       | Bandera de los Países Bajos                                                             | Bandera de Grecia                                                              | Bandera de Inglaterra                                     | Bandera de Dinamarca                                         | Bandera de España                                                   |
| Bandera de Turquía                                                                      | Bandera de Irlanda                                                                               | Bandera de Estonia                                                                               | Bandera de Bosnia y Herzegovina                                                          | Bandera de Suecia                                                                       | Bandera de Croacia                                                             | Bandera de Montenegro                                     | Bandera de Portugal                                          | Bandera de República Checa                                          |
| Bandera de Bélgica · Bandera de Austria · Bandera de Azerbaiyán · Bandera de Kazajistán | Bandera de Armenia · Bandera de Eslovaquia · Bandera de Macedonia del Norte · Bandera de Andorra | Bandera de Serbia · Bandera de Eslovenia · Bandera de Irlanda del Norte · Bandera de Islas Feroe | Bandera de Rumania · Bandera de Bielorrusia · Bandera de Albania · Bandera de Luxemburgo | Bandera de Hungría · Bandera de Finlandia · Bandera de Moldavia · Bandera de San Marino | Bandera de Israel · Bandera de Letonia · Bandera de Georgia · Bandera de Malta | Bandera de Suiza · Bandera de Gales · Bandera de Bulgaria | Bandera de Noruega · Bandera de Islandia · Bandera de Chipre | Bandera de Escocia · Bandera de Lituania · Bandera de Liechtenstein |

### Grupo A
| Pos. | Equipo     | Pts. | PJ | G  | E | P | GF | GC | Dif. | Clasificación |
| ---- | ---------- | ---- | -- | -- | - | - | -- | -- | ---- | ------------- |
| 1    | Alemania   | 30   | 10 | 10 | 0 | 0 | 34 | 7  | +27  | Eurocopa 2012 |
| 2    | Turquía    | 17   | 10 | 5  | 2 | 3 | 13 | 11 | +2   | Play-offs     |
| 3    | Bélgica    | 15   | 10 | 4  | 3 | 3 | 21 | 15 | +6   |               |
| 4    | Austria    | 12   | 10 | 3  | 3 | 4 | 16 | 17 | −1   |               |
| 5    | Azerbaiyán | 7    | 10 | 2  | 1 | 7 | 10 | 26 | −16  |               |
| 6    | Kazajistán | 4    | 10 | 1  | 1 | 8 | 6  | 24 | −18  |               |

 Fuente: 
| Fecha                   | Lugar          | Local      |                       | Resultado |                       | Visitante  |
| ----------------------- | -------------- | ---------- | --------------------- | --------- | --------------------- | ---------- |
| 3 de septiembre de 2010 | Bruselas       | Bélgica    | Bandera de Bélgica    | 0 - 1     | Bandera de Alemania   | Alemania   |
| 3 de septiembre de 2010 | Astaná         | Kazajistán | Bandera de Kazajistán | 0 - 3     | Bandera de Turquía    | Turquía    |
| 7 de septiembre de 2010 | Salzburgo      | Austria    | Bandera de Austria    | 2 - 0     | Bandera de Kazajistán | Kazajistán |
| 7 de septiembre de 2010 | Colonia        | Alemania   | Bandera de Alemania   | 6 - 1     | Bandera de Azerbaiyán | Azerbaiyán |
| 7 de septiembre de 2010 | Estambul       | Turquía    | Bandera de Turquía    | 3 - 2     | Bandera de Bélgica    | Bélgica    |
| 8 de octubre de 2010    | Viena          | Austria    | Bandera de Austria    | 3 - 0     | Bandera de Azerbaiyán | Azerbaiyán |
| 8 de octubre de 2010    | Berlín         | Alemania   | Bandera de Alemania   | 3 - 0     | Bandera de Turquía    | Turquía    |
| 8 de octubre de 2010    | Astaná         | Kazajistán | Bandera de Kazajistán | 0 - 2     | Bandera de Bélgica    | Bélgica    |
| 12 de octubre de 2010   | Bruselas       | Bélgica    | Bandera de Bélgica    | 4 - 4     | Bandera de Austria    | Austria    |
| 12 de octubre de 2010   | Bakú           | Azerbaiyán | Bandera de Azerbaiyán | 1 - 0     | Bandera de Turquía    | Turquía    |
| 12 de octubre de 2010   | Astaná         | Kazajistán | Bandera de Kazajistán | 0 - 3     | Bandera de Alemania   | Alemania   |
| 25 de marzo de 2011     | Viena          | Austria    | Bandera de Austria    | 0 - 2     | Bandera de Bélgica    | Bélgica    |
| 26 de marzo de 2011     | Kaiserslautern | Alemania   | Bandera de Alemania   | 4 - 0     | Bandera de Kazajistán | Kazajistán |
| 29 de marzo de 2011     | Estambul       | Turquía    | Bandera de Turquía    | 2 - 0     | Bandera de Austria    | Austria    |
| 29 de marzo de 2011     | Bruselas       | Bélgica    | Bandera de Bélgica    | 4 - 1     | Bandera de Azerbaiyán | Azerbaiyán |
| 3 de junio de 2011      | Viena          | Austria    | Bandera de Austria    | 1 - 2     | Bandera de Alemania   | Alemania   |
| 3 de junio de 2011      | Astaná         | Kazajistán | Bandera de Kazajistán | 2 - 1     | Bandera de Azerbaiyán | Azerbaiyán |
| 3 de junio de 2011      | Bruselas       | Bélgica    | Bandera de Bélgica    | 1 - 1     | Bandera de Turquía    | Turquía    |
| 7 de junio de 2011      | Bakú           | Azerbaiyán | Bandera de Azerbaiyán | 1 - 3     | Bandera de Alemania   | Alemania   |
| 2 de septiembre de 2011 | Gelsenkirchen  | Alemania   | Bandera de Alemania   | 6 - 2     | Bandera de Austria    | Austria    |
| 2 de septiembre de 2011 | Bakú           | Azerbaiyán | Bandera de Azerbaiyán | 1 - 1     | Bandera de Bélgica    | Bélgica    |
| 2 de septiembre de 2011 | Estambul       | Turquía    | Bandera de Turquía    | 2 - 1     | Bandera de Kazajistán | Kazajistán |
| 6 de septiembre de 2011 | Viena          | Austria    | Bandera de Austria    | 0 - 0     | Bandera de Turquía    | Turquía    |
| 6 de septiembre de 2011 | Bakú           | Azerbaiyán | Bandera de Azerbaiyán | 3 - 2     | Bandera de Kazajistán | Kazajistán |
| 7 de octubre de 2011    | Bakú           | Azerbaiyán | Bandera de Azerbaiyán | 1 - 4     | Bandera de Austria    | Austria    |
| 7 de octubre de 2011    | Estambul       | Turquía    | Bandera de Turquía    | 1 - 3     | Bandera de Alemania   | Alemania   |
| 7 de octubre de 2011    | Bruselas       | Bélgica    | Bandera de Bélgica    | 4 - 1     | Bandera de Kazajistán | Kazajistán |
| 11 de octubre de 2011   | Astaná         | Kazajistán | Bandera de Kazajistán | 0 - 0     | Bandera de Austria    | Austria    |
| 11 de octubre de 2011   | Düsseldorf     | Alemania   | Bandera de Alemania   | 3 - 1     | Bandera de Bélgica    | Bélgica    |
| 11 de octubre de 2011   | Estambul       | Turquía    | Bandera de Turquía    | 1 - 0     | Bandera de Azerbaiyán | Azerbaiyán |

### Grupo B
| Pos. | Equipo     | Pts. | PJ | G | E | P  | GF | GC | Dif. | Clasificación |
| ---- | ---------- | ---- | -- | - | - | -- | -- | -- | ---- | ------------- |
| 1    | Rusia      | 23   | 10 | 7 | 2 | 1  | 17 | 4  | +13  | Eurocopa 2012 |
| 2    | Irlanda    | 21   | 10 | 6 | 3 | 1  | 15 | 7  | +8   | Play-offs     |
| 3    | Armenia    | 17   | 10 | 5 | 2 | 3  | 22 | 10 | +12  |               |
| 4    | Eslovaquia | 15   | 10 | 4 | 3 | 3  | 7  | 10 | −3   |               |
| 5    | Macedonia  | 8    | 10 | 2 | 2 | 6  | 8  | 14 | −6   |               |
| 6    | Andorra    | 0    | 10 | 0 | 0 | 10 | 1  | 25 | −24  |               |

 Fuente: 
| Fecha                   | Lugar            | Local      |                                | Resultado |                                | Visitante  |
| ----------------------- | ---------------- | ---------- | ------------------------------ | --------- | ------------------------------ | ---------- |
| 3 de septiembre de 2010 | Ereván           | Armenia    | Bandera de Armenia             | 0 - 1     | Bandera de Irlanda             | Irlanda    |
| 3 de septiembre de 2010 | Andorra la Vieja | Andorra    | Bandera de Andorra             | 0 - 2     | Bandera de Rusia               | Rusia      |
| 3 de septiembre de 2010 | Bratislava       | Eslovaquia | Bandera de Eslovaquia          | 1 - 0     | Bandera de Macedonia del Norte | Macedonia  |
| 7 de septiembre de 2010 | Dublín           | Irlanda    | Bandera de Irlanda             | 3 - 1     | Bandera de Andorra             | Andorra    |
| 7 de septiembre de 2010 | Moscú            | Rusia      | Bandera de Rusia               | 0 - 1     | Bandera de Eslovaquia          | Eslovaquia |
| 7 de septiembre de 2010 | Skopie           | Macedonia  | Bandera de Macedonia del Norte | 2 - 2     | Bandera de Armenia             | Armenia    |
| 8 de octubre de 2010    | Ereván           | Armenia    | Bandera de Armenia             | 3 - 1     | Bandera de Eslovaquia          | Eslovaquia |
| 8 de octubre de 2010    | Dublín           | Irlanda    | Bandera de Irlanda             | 2 - 3     | Bandera de Rusia               | Rusia      |
| 8 de octubre de 2010    | Andorra la Vieja | Andorra    | Bandera de Andorra             | 0 - 2     | Bandera de Macedonia del Norte | Macedonia  |
| 12 de octubre de 2010   | Ereván           | Armenia    | Bandera de Armenia             | 4 - 0     | Bandera de Andorra             | Andorra    |
| 12 de octubre de 2010   | Bratislava       | Eslovaquia | Bandera de Eslovaquia          | 1 - 1     | Bandera de Irlanda             | Irlanda    |
| 12 de octubre de 2010   | Skopie           | Macedonia  | Bandera de Macedonia del Norte | 0 - 1     | Bandera de Rusia               | Rusia      |
| 26 de marzo de 2011     | Ereván           | Armenia    | Bandera de Armenia             | 0 - 0     | Bandera de Rusia               | Rusia      |
| 26 de marzo de 2011     | Dublín           | Irlanda    | Bandera de Irlanda             | 2 - 1     | Bandera de Macedonia del Norte | Macedonia  |
| 26 de marzo de 2011     | Andorra la Vieja | Andorra    | Bandera de Andorra             | 0 - 1     | Bandera de Eslovaquia          | Eslovaquia |
| 4 de junio de 2011      | Moscú            | Rusia      | Bandera de Rusia               | 3 - 1     | Bandera de Armenia             | Armenia    |
| 4 de junio de 2011      | Bratislava       | Eslovaquia | Bandera de Eslovaquia          | 1 - 0     | Bandera de Andorra             | Andorra    |
| 4 de junio de 2011      | Skopje           | Macedonia  | Bandera de Macedonia del Norte | 0 - 2     | Bandera de Irlanda             | Irlanda    |
| 2 de septiembre de 2011 | Dublín           | Irlanda    | Bandera de Irlanda             | 0 - 0     | Bandera de Eslovaquia          | Eslovaquia |
| 2 de septiembre de 2011 | Andorra la Vieja | Andorra    | Bandera de Andorra             | 0 - 3     | Bandera de Armenia             | Armenia    |
| 2 de septiembre de 2011 | Moscú            | Rusia      | Bandera de Rusia               | 1 - 0     | Bandera de Macedonia del Norte | Macedonia  |
| 6 de septiembre de 2011 | Moscú            | Rusia      | Bandera de Rusia               | 0 - 0     | Bandera de Irlanda             | Irlanda    |
| 6 de septiembre de 2011 | Bratislava       | Eslovaquia | Bandera de Eslovaquia          | 0 - 4     | Bandera de Armenia             | Armenia    |
| 6 de septiembre de 2011 | Skopje           | Macedonia  | Bandera de Macedonia del Norte | 1 - 0     | Bandera de Andorra             | Andorra    |
| 7 de octubre de 2011    | Ereván           | Armenia    | Bandera de Armenia             | 4 - 1     | Bandera de Macedonia del Norte | Macedonia  |
| 7 de octubre de 2011    | Andorra la Vieja | Andorra    | Bandera de Andorra             | 0 - 2     | Bandera de Irlanda             | Irlanda    |
| 7 de octubre de 2011    | Bratislava       | Eslovaquia | Bandera de Eslovaquia          | 0 - 1     | Bandera de Rusia               | Rusia      |
| 11 de octubre de 2011   | Dublín           | Irlanda    | Bandera de Irlanda             | 2 - 1     | Bandera de Armenia             | Armenia    |
| 11 de octubre de 2011   | Moscú            | Rusia      | Bandera de Rusia               | 6 - 0     | Bandera de Andorra             | Andorra    |
| 11 de octubre de 2011   | Skopie           | Macedonia  | Bandera de Macedonia del Norte | 1 - 1     | Bandera de Eslovaquia          | Eslovaquia |

### Grupo C
| Pos. | Equipo            | Pts. | PJ | G | E | P | GF | GC | Dif. | Clasificación |
| ---- | ----------------- | ---- | -- | - | - | - | -- | -- | ---- | ------------- |
| 1    | Italia            | 26   | 10 | 8 | 2 | 0 | 20 | 2  | +18  | Eurocopa 2012 |
| 2    | Estonia           | 16   | 10 | 5 | 1 | 4 | 15 | 14 | +1   | Play-offs     |
| 3    | Serbia            | 15   | 10 | 4 | 3 | 3 | 13 | 12 | +1   |               |
| 4    | Eslovenia         | 14   | 10 | 4 | 2 | 4 | 11 | 7  | +4   |               |
| 5    | Irlanda del Norte | 9    | 10 | 2 | 3 | 5 | 9  | 13 | −4   |               |
| 6    | Islas Feroe       | 4    | 10 | 1 | 1 | 8 | 6  | 26 | −20  |               |

 Fuente: 
| Fecha                   | Lugar     |                   |                              | Resultado |                              |                   |
| ----------------------- | --------- | ----------------- | ---------------------------- | --------- | ---------------------------- | ----------------- |
| 11 de agosto de 2010    | Tallin    | Estonia           | Bandera de Estonia           | 2:1 (0:1) | Bandera de Islas Feroe       | Islas Feroe       |
| 3 de septiembre de 2010 | Tallin    | Estonia           | Bandera de Estonia           | 1:2 (1:0) | Bandera de Italia            | Italia            |
| 3 de septiembre de 2010 | Tórshavn  | Islas Feroe       | Bandera de Islas Feroe       | 0:3 (0:2) | Bandera de Serbia            | Serbia            |
| 3 de septiembre de 2010 | Maribor   | Eslovenia         | Bandera de Eslovenia         | 0:1 (0:0) | Bandera de Irlanda del Norte | Irlanda del Norte |
| 7 de septiembre de 2010 | Florencia | Italia            | Bandera de Italia            | 5:0 (3:0) | Bandera de Islas Feroe       | Islas Feroe       |
| 7 de septiembre de 2010 | Belgrado  | Serbia            | Bandera de Serbia            | 1:1 (0:0) | Bandera de Eslovenia         | Eslovenia         |
| 8 de octubre de 2010    | Belfast   | Irlanda del Norte | Bandera de Irlanda del Norte | 0:0 (0:0) | Bandera de Italia            | Italia            |
| 8 de octubre de 2010    | Belgrado  | Serbia            | Bandera de Serbia            | 1:3 (0:0) | Bandera de Estonia           | Estonia           |
| 8 de octubre de 2010    | Maribor   | Eslovenia         | Bandera de Eslovenia         | 5:1 (2:0) | Bandera de Islas Feroe       | Islas Feroe       |
| 12 de octubre de 2010   | Génova    | Italia            | Bandera de Italia            | 3:0       | Bandera de Serbia            | Serbia            |
| 12 de octubre de 2010   | Tórshavn  | Islas Feroe       | Bandera de Islas Feroe       | 1:1 (0:0) | Bandera de Irlanda del Norte | Irlanda del Norte |
| 12 de octubre de 2010   | Tallin    | Estonia           | Bandera de Estonia           | 0:1 (0:0) | Bandera de Eslovenia         | Eslovenia         |
| 25 de marzo de 2011     | Maribor   | Eslovenia         | Bandera de Eslovenia         | 0:1 (0:0) | Bandera de Italia            | Italia            |
| 25 de marzo de 2011     | Belgrado  | Serbia            | Bandera de Serbia            | 2:1 (0:1) | Bandera de Irlanda del Norte | Irlanda del Norte |
| 29 de marzo de 2011     | Belfast   | Irlanda del Norte | Bandera de Irlanda del Norte | 0:0 (0:0) | Bandera de Eslovenia         | Eslovenia         |
| 29 de marzo de 2011     | Tallin    | Estonia           | Bandera de Estonia           | 1:1 (0:1) | Bandera de Serbia            | Serbia            |
| 3 de junio de 2011      | Tórshavn  | Islas Feroe       | Bandera de Islas Feroe       | 0:2 (0:1) | Bandera de Eslovenia         | Eslovenia         |
| 3 de junio de 2011      | Modena    | Italia            | Bandera de Italia            | 3:0 (2:0) | Bandera de Estonia           | Estonia           |
| 7 de junio de 2011      | Tórshavn  | Islas Feroe       | Bandera de Islas Feroe       | 2:0 (1:0) | Bandera de Estonia           | Estonia           |
| 10 de agosto de 2011    | Belfast   | Irlanda del Norte | Bandera de Irlanda del Norte | 4:0 (1:0) | Bandera de Islas Feroe       | Islas Feroe       |
| 2 de septiembre de 2011 | Tórshavn  | Islas Feroe       | Bandera de Islas Feroe       | 0:1 (0:1) | Bandera de Italia            | Italia            |
| 2 de septiembre de 2011 | Maribor   | Eslovenia         | Bandera de Eslovenia         | 1:2 (0:1) | Bandera de Estonia           | Estonia           |
| 2 de septiembre de 2011 | Belfast   | Irlanda del Norte | Bandera de Irlanda del Norte | 0:1 (0:0) | Bandera de Serbia            | Serbia            |
| 6 de septiembre de 2011 | Bari      | Italia            | Bandera de Italia            | 1:0 (0:0) | Bandera de Eslovenia         | Eslovenia         |
| 6 de septiembre de 2011 | Belgrado  | Serbia            | Bandera de Serbia            | 3:1 (2:1) | Bandera de Islas Feroe       | Islas Feroe       |
| 6 de septiembre de 2011 | Tallin    | Estonia           | Bandera de Estonia           | 4:1 (2:1) | Bandera de Irlanda del Norte | Irlanda del Norte |
| 7 de octubre de 2011    | Belfast   | Irlanda del Norte | Bandera de Irlanda del Norte | 1:2 (1:0) | Bandera de Estonia           | Estonia           |
| 7 de octubre de 2011    | Belgrado  | Serbia            | Bandera de Serbia            | 1:1 (1:1) | Bandera de Italia            | Italia            |
| 11 de octubre de 2011   | Udine     | Italia            | Bandera de Italia            | 3:0 (1:0) | Bandera de Irlanda del Norte | Irlanda del Norte |
| 11 de octubre de 2011   | Maribor   | Eslovenia         | Bandera de Eslovenia         | 1:0 (1:0) | Bandera de Serbia            | Serbia            |

### Grupo D
| Pos. | Equipo               | Pts. | PJ | G | E | P | GF | GC | Dif. | Clasificación |
| ---- | -------------------- | ---- | -- | - | - | - | -- | -- | ---- | ------------- |
| 1    | Francia              | 21   | 10 | 6 | 3 | 1 | 15 | 4  | +11  | Eurocopa 2012 |
| 2    | Bosnia y Herzegovina | 20   | 10 | 6 | 2 | 2 | 17 | 8  | +9   | Play-offs     |
| 3    | Rumania              | 14   | 10 | 3 | 5 | 2 | 13 | 9  | +4   |               |
| 4    | Bielorrusia          | 13   | 10 | 3 | 4 | 3 | 8  | 7  | +1   |               |
| 5    | Albania              | 9    | 10 | 2 | 3 | 5 | 9  | 13 | −4   |               |
| 6    | Luxemburgo           | 4    | 10 | 1 | 1 | 8 | 3  | 21 | −18  |               |

 Fuente: 
| Fecha                   | Lugar        |                      |                                 | Resultado |                                 |                      |
| ----------------------- | ------------ | -------------------- | ------------------------------- | --------- | ------------------------------- | -------------------- |
| 3 de septiembre de 2010 | Piatra Neamt | Rumania              | Bandera de Rumania              | 0:1 (0:0) | Bandera de Albania              | Albania              |
| 3 de septiembre de 2010 | Luxemburgo   | Luxemburgo           | Bandera de Luxemburgo           | 0:3 (0:3) | Bandera de Bosnia y Herzegovina | Bosnia y Herzegovina |
| 3 de septiembre de 2010 | París        | Francia              | Bandera de Francia              | 0:1 (0:0) | Bandera de Bielorrusia          | Bielorrusia          |
| 7 de septiembre de 2010 | Tirana       | Albania              | Bandera de Albania              | 1:0 (1:0) | Bandera de Luxemburgo           | Luxemburgo           |
| 7 de septiembre de 2010 | Minsk        | Bielorrusia          | Bandera de Bielorrusia          | 0:0 (0:0) | Bandera de Rumania              | Rumania              |
| 7 de septiembre de 2010 | Sarajevo     | Bosnia y Herzegovina | Bandera de Bosnia y Herzegovina | 0:2 (0:0) | Bandera de Francia              | Francia              |
| 8 de octubre de 2010    | Luxemburgo   | Luxemburgo           | Bandera de Luxemburgo           | 0:0 (0:0) | Bandera de Bielorrusia          | Bielorrusia          |
| 8 de octubre de 2010    | Tirana       | Albania              | Bandera de Albania              | 1:1 (1:1) | Bandera de Bosnia y Herzegovina | Bosnia y Herzegovina |
| 9 de octubre de 2010    | París        | Francia              | Bandera de Francia              | 2:0 (0:0) | Bandera de Rumania              | Rumania              |
| 12 de octubre de 2010   | Metz         | Francia              | Bandera de Francia              | 2:0 (1:0) | Bandera de Luxemburgo           | Luxemburgo           |
| 12 de octubre de 2010   | Minsk        | Bielorrusia          | Bandera de Bielorrusia          | 2:0 (1:0) | Bandera de Albania              | Albania              |
| 25 de marzo de 2011     | Luxemburgo   | Luxemburgo           | Bandera de Luxemburgo           | 0:2 (0:1) | Bandera de Francia              | Francia              |
| 26 de marzo de 2011     | Tirana       | Albania              | Bandera de Albania              | 1:0 (0:0) | Bandera de Bielorrusia          | Bielorrusia          |
| 26 de marzo de 2011     | Zenica       | Bosnia y Herzegovina | Bandera de Bosnia y Herzegovina | 2:1 (0:1) | Bandera de Rumania              | Rumania              |
| 29 de marzo de 2011     | Piatra Neamt | Rumania              | Bandera de Rumania              | 3:1 (1:1) | Bandera de Luxemburgo           | Luxemburgo           |
| 3 de junio de 2011      | Bucarest     | Rumania              | Bandera de Rumania              | 3:0 (2:0) | Bandera de Bosnia y Herzegovina | Bosnia y Herzegovina |
| 3 de junio de 2011      | Minsk        | Bielorrusia          | Bandera de Bielorrusia          | 1:1 (1:1) | Bandera de Francia              | Francia              |
| 7 de junio de 2011      | Minsk        | Bielorrusia          | Bandera de Bielorrusia          | 2:0 (0:0) | Bandera de Luxemburgo           | Luxemburgo           |
| 7 de junio de 2011      | Zenica       | Bosnia y Herzegovina | Bandera de Bosnia y Herzegovina | 2:0 (0:0) | Bandera de Albania              | Albania              |
| 2 de septiembre de 2011 | Luxemburgo   | Luxemburgo           | Bandera de Luxemburgo           | 0:2 (0:2) | Bandera de Rumania              | Rumania              |
| 2 de septiembre de 2011 | Minsk        | Bielorrusia          | Bandera de Bielorrusia          | 0:2 (0:2) | Bandera de Bosnia y Herzegovina | Bosnia y Herzegovina |
| 2 de septiembre de 2011 | Tirana       | Albania              | Bandera de Albania              | 1:2 (0:2) | Bandera de Francia              | Francia              |
| 6 de septiembre de 2011 | Bucarest     | Rumania              | Bandera de Rumania              | 0:0 (0:0) | Bandera de Francia              | Francia              |
| 6 de septiembre de 2011 | Zenica       | Bosnia y Herzegovina | Bandera de Bosnia y Herzegovina | 1:0 (0:0) | Bandera de Bielorrusia          | Bielorrusia          |
| 6 de septiembre de 2011 | Luxemburgo   | Luxemburgo           | Bandera de Luxemburgo           | 2:1 (1:0) | Bandera de Albania              | Albania              |
| 7 de octubre de 2011    | Zenica       | Bosnia y Herzegovina | Bandera de Bosnia y Herzegovina | 5:0 (4:0) | Bandera de Luxemburgo           | Luxemburgo           |
| 7 de octubre de 2011    | Bucarest     | Rumania              | Bandera de Rumania              | 2:2 (1:1) | Bandera de Bielorrusia          | Bielorrusia          |
| 7 de octubre de 2011    | París        | Francia              | Bandera de Francia              | 3:0 (2:0) | Bandera de Albania              | Albania              |
| 11 de octubre de 2011   | Tirana       | Albania              | Bandera de Albania              | 1:1 (1:0) | Bandera de Rumania              | Rumania              |
| 11 de octubre de 2011   | París        | Francia              | Bandera de Francia              | 1:1 (0:1) | Bandera de Bosnia y Herzegovina | Bosnia y Herzegovina |

### Grupo E
| Pos. | Equipo       | Pts. | PJ | G | E | P  | GF | GC | Dif. | Clasificación |
| ---- | ------------ | ---- | -- | - | - | -- | -- | -- | ---- | ------------- |
| 1    | Países Bajos | 27   | 10 | 9 | 0 | 1  | 37 | 8  | +29  | Eurocopa 2012 |
| 2    | Suecia       | 24   | 10 | 8 | 0 | 2  | 31 | 11 | +20  | Eurocopa 2012 |
| 3    | Hungría      | 19   | 10 | 6 | 1 | 3  | 22 | 14 | +8   |               |
| 4    | Finlandia    | 10   | 10 | 3 | 1 | 6  | 16 | 16 | 0    |               |
| 5    | Moldavia     | 9    | 10 | 3 | 0 | 7  | 12 | 16 | −4   |               |
| 6    | San Marino   | 0    | 10 | 0 | 0 | 10 | 0  | 53 | −53  |               |

 Fuente: 
| Fecha                   | Lugar     |              |                             | Resultado  |                             |              |
| ----------------------- | --------- | ------------ | --------------------------- | ---------- | --------------------------- | ------------ |
| 3 de septiembre de 2010 | Solna     | Suecia       | Bandera de Suecia           | 2:0 (0:0)  | Bandera de Hungría          | Hungría      |
| 3 de septiembre de 2010 | Chisináu  | Moldavia     | Bandera de Moldavia         | 2:0 (0:0)  | Bandera de Finlandia        | Finlandia    |
| 3 de septiembre de 2010 | Dogana    | San Marino   | Bandera de San Marino       | 0:5 (0:2)  | Bandera de los Países Bajos | Países Bajos |
| 7 de septiembre de 2010 | Budapest  | Hungría      | Bandera de Hungría          | 2:1 (0:0)  | Bandera de Moldavia         | Moldavia     |
| 7 de septiembre de 2010 | Róterdam  | Países Bajos | Bandera de los Países Bajos | 2:1 (2:1)  | Bandera de Finlandia        | Finlandia    |
| 7 de septiembre de 2010 | Solna     | Suecia       | Bandera de Suecia           | 6:0 (3:0)  | Bandera de San Marino       | San Marino   |
| 8 de octubre de 2010    | Budapest  | Hungría      | Bandera de Hungría          | 8:0 (4:0)  | Bandera de San Marino       | San Marino   |
| 8 de octubre de 2010    | Chisináu  | Moldavia     | Bandera de Moldavia         | 0:1 (0:1)  | Bandera de los Países Bajos | Países Bajos |
| 12 de octubre de 2010   | Ámsterdam | Países Bajos | Bandera de los Países Bajos | 4:1 (2:0)  | Bandera de Suecia           | Suecia       |
| 12 de octubre de 2010   | Helsinki  | Finlandia    | Bandera de Finlandia        | 1:2 (0:0)  | Bandera de Hungría          | Hungría      |
| 12 de octubre de 2010   | Dogana    | San Marino   | Bandera de San Marino       | 0:2 (0:1)  | Bandera de Moldavia         | Moldavia     |
| 17 de noviembre de 2010 | Helsinki  | Finlandia    | Bandera de Finlandia        | 8:0 (1:0)  | Bandera de San Marino       | San Marino   |
| 25 de marzo de 2011     | Budapest  | Hungría      | Bandera de Hungría          | 0:4 (0:1)  | Bandera de los Países Bajos | Países Bajos |
| 29 de marzo de 2011     | Ámsterdam | Países Bajos | Bandera de los Países Bajos | 5:3 (1:0)  | Bandera de Hungría          | Hungría      |
| 29 de marzo de 2011     | Solna     | Suecia       | Bandera de Suecia           | 2:1 (1:0)  | Bandera de Moldavia         | Moldavia     |
| 3 de junio de 2011      | Dogana    | San Marino   | Bandera de San Marino       | 0:1 (0:1)  | Bandera de Finlandia        | Finlandia    |
| 3 de junio de 2011      | Chisináu  | Moldavia     | Bandera de Moldavia         | 1:4 (0:2)  | Bandera de Suecia           | Suecia       |
| 7 de junio de 2011      | Dogana    | San Marino   | Bandera de San Marino       | 0:3 (0:1)  | Bandera de Hungría          | Hungría      |
| 7 de junio de 2011      | Solna     | Suecia       | Bandera de Suecia           | 5:0 (3:0)  | Bandera de Finlandia        | Finlandia    |
| 2 de septiembre de 2011 | Budapest  | Hungría      | Bandera de Hungría          | 2:1 (1:0)  | Bandera de Suecia           | Suecia       |
| 2 de septiembre de 2011 | Helsinki  | Finlandia    | Bandera de Finlandia        | 4:1 (2:0)  | Bandera de Moldavia         | Moldavia     |
| 2 de septiembre de 2011 | Eindhoven | Países Bajos | Bandera de los Países Bajos | 11:0 (3:0) | Bandera de San Marino       | San Marino   |
| 6 de septiembre de 2011 | Helsinki  | Finlandia    | Bandera de Finlandia        | 0:2 (0:1)  | Bandera de los Países Bajos | Países Bajos |
| 6 de septiembre de 2011 | Dogana    | San Marino   | Bandera de San Marino       | 0:5 (0:0)  | Bandera de Suecia           | Suecia       |
| 6 de septiembre de 2011 | Chisináu  | Moldavia     | Bandera de Moldavia         | 0:2 (0:1)  | Bandera de Hungría          | Hungría      |
| 7 de octubre de 2011    | Helsinki  | Finlandia    | Bandera de Finlandia        | 1:2 (0:1)  | Bandera de Suecia           | Suecia       |
| 7 de octubre de 2011    | Róterdam  | Países Bajos | Bandera de los Países Bajos | 1:0 (1:0)  | Bandera de Moldavia         | Moldavia     |
| 11 de octubre de 2011   | Budapest  | Hungría      | Bandera de Hungría          | 0:0 (0:0)  | Bandera de Finlandia        | Finlandia    |
| 11 de octubre de 2011   | Solna     | Suecia       | Bandera de Suecia           | 3:2 (1:1)  | Bandera de los Países Bajos | Países Bajos |
| 11 de octubre de 2011   | Chisináu  | Moldavia     | Bandera de Moldavia         | 4:0 (1:0)  | Bandera de San Marino       | San Marino   |

### Grupo F
| Pos. | Equipo  | Pts. | PJ | G | E | P | GF | GC | Dif. | Clasificación |
| ---- | ------- | ---- | -- | - | - | - | -- | -- | ---- | ------------- |
| 1    | Grecia  | 24   | 10 | 7 | 3 | 0 | 14 | 5  | +9   | Eurocopa 2012 |
| 2    | Croacia | 22   | 10 | 7 | 1 | 2 | 18 | 7  | +11  | Play-offs     |
| 3    | Israel  | 16   | 10 | 5 | 1 | 4 | 13 | 11 | +2   |               |
| 4    | Letonia | 11   | 10 | 3 | 2 | 5 | 9  | 12 | −3   |               |
| 5    | Georgia | 10   | 10 | 2 | 4 | 4 | 7  | 9  | −2   |               |
| 6    | Malta   | 1    | 10 | 0 | 1 | 9 | 4  | 21 | −17  |               |

 Fuente: 
| Fecha                   | Lugar     |         |                    | Resultado |                    |         |
| ----------------------- | --------- | ------- | ------------------ | --------- | ------------------ | ------- |
| 2 de septiembre de 2010 | Ramat Gan | Israel  | Bandera de Israel  | 3:1 (1:1) | Bandera de Malta   | Malta   |
| 3 de septiembre de 2010 | El Pireo  | Grecia  | Bandera de Grecia  | 1:1 (0:1) | Bandera de Georgia | Georgia |
| 3 de septiembre de 2010 | Riga      | Letonia | Bandera de Letonia | 0:3 (0:1) | Bandera de Croacia | Croacia |
| 7 de septiembre de 2010 | Tiflis    | Georgia | Bandera de Georgia | 0:0 (0:0) | Bandera de Israel  | Israel  |
| 7 de septiembre de 2010 | Ta' Qali  | Malta   | Bandera de Malta   | 0:2 (0:1) | Bandera de Letonia | Letonia |
| 7 de septiembre de 2010 | Zagreb    | Croacia | Bandera de Croacia | 0:0 (0:0) | Bandera de Grecia  | Grecia  |
| 8 de octubre de 2010    | El Pireo  | Grecia  | Bandera de Grecia  | 1:0 (0:0) | Bandera de Letonia | Letonia |
| 8 de octubre de 2010    | Tiflis    | Georgia | Bandera de Georgia | 1:0 (0:0) | Bandera de Malta   | Malta   |
| 9 de octubre de 2010    | Ramat Gan | Israel  | Bandera de Israel  | 1:2 (0:1) | Bandera de Croacia | Croacia |
| 12 de octubre de 2010   | El Pireo  | Grecia  | Bandera de Grecia  | 2:1 (1:0) | Bandera de Israel  | Israel  |
| 12 de octubre de 2010   | Riga      | Letonia | Bandera de Letonia | 1:1 (0:0) | Bandera de Georgia | Georgia |
| 17 de noviembre de 2010 | Zagreb    | Croacia | Bandera de Croacia | 3:0 (2:0) | Bandera de Malta   | Malta   |
| 26 de marzo de 2011     | Tiflis    | Georgia | Bandera de Georgia | 1:0 (0:0) | Bandera de Croacia | Croacia |
| 26 de marzo de 2011     | Ramat Gan | Israel  | Bandera de Israel  | 2:1 (1:0) | Bandera de Letonia | Letonia |
| 26 de marzo de 2011     | Ta' Qali  | Malta   | Bandera de Malta   | 0:1 (0:0) | Bandera de Grecia  | Grecia  |
| 29 de marzo de 2011     | Ramat Gan | Israel  | Bandera de Israel  | 1:0 (0:0) | Bandera de Georgia | Georgia |
| 3 de junio de 2011      | Zagreb    | Croacia | Bandera de Croacia | 2:1 (0:1) | Bandera de Georgia | Georgia |
| 4 de junio de 2011      | El Pireo  | Grecia  | Bandera de Grecia  | 3:1 (2:0) | Bandera de Malta   | Malta   |
| 4 de junio de 2011      | Riga      | Letonia | Bandera de Letonia | 1:2 (0:2) | Bandera de Israel  | Israel  |
| 2 de septiembre de 2011 | Tiflis    | Georgia | Bandera de Georgia | 0:1 (0:0) | Bandera de Letonia | Letonia |
| 2 de septiembre de 2011 | Ramat Gan | Israel  | Bandera de Israel  | 0:1 (0:0) | Bandera de Grecia  | Grecia  |
| 2 de septiembre de 2011 | Ta' Qali  | Malta   | Bandera de Malta   | 1:3 (1:2) | Bandera de Croacia | Croacia |
| 6 de septiembre de 2011 | Ta' Qali  | Malta   | Bandera de Malta   | 1:1 (1:1) | Bandera de Georgia | Georgia |
| 6 de septiembre de 2011 | Riga      | Letonia | Bandera de Letonia | 1:1 (1:0) | Bandera de Grecia  | Grecia  |
| 6 de septiembre de 2011 | Zagreb    | Croacia | Bandera de Croacia | 3:1 (0:1) | Bandera de Israel  | Israel  |
| 7 de octubre de 2011    | El Pireo  | Grecia  | Bandera de Grecia  | 2:0 (0:0) | Bandera de Croacia | Croacia |
| 7 de octubre de 2011    | Riga      | Letonia | Bandera de Letonia | 2:0 (1:0) | Bandera de Malta   | Malta   |
| 11 de octubre de 2011   | Tiflis    | Georgia | Bandera de Georgia | 1:2 (1:0) | Bandera de Grecia  | Grecia  |
| 11 de octubre de 2011   | Ta' Qali  | Malta   | Bandera de Malta   | 0:2 (0:1) | Bandera de Israel  | Israel  |
| 11 de octubre de 2011   | Zagreb    | Croacia | Bandera de Croacia | 2:0 (0:0) | Bandera de Letonia | Letonia |

### Grupo G
| Pos. | Equipo     | Pts. | PJ | G | E | P | GF | GC | Dif. | Clasificación |
| ---- | ---------- | ---- | -- | - | - | - | -- | -- | ---- | ------------- |
| 1    | Inglaterra | 18   | 8  | 5 | 3 | 0 | 17 | 5  | +12  | Eurocopa 2012 |
| 2    | Montenegro | 12   | 8  | 3 | 3 | 2 | 7  | 7  | 0    | Play-offs     |
| 3    | Suiza      | 11   | 8  | 3 | 2 | 3 | 12 | 10 | +2   |               |
| 4    | Gales      | 9    | 8  | 3 | 0 | 5 | 6  | 10 | −4   |               |
| 5    | Bulgaria   | 5    | 8  | 1 | 2 | 5 | 3  | 13 | −10  |               |

 Fuente: 
| Fecha                   | Lugar     |            |                       | Resultado |                       |            |
| ----------------------- | --------- | ---------- | --------------------- | --------- | --------------------- | ---------- |
| 3 de septiembre de 2010 | Londres   | Inglaterra | Bandera de Inglaterra | 4:0 (1:0) | Bandera de Bulgaria   | Bulgaria   |
| 3 de septiembre de 2010 | Podgorica | Montenegro | Bandera de Montenegro | 1:0 (1:0) | Bandera de Gales      | Gales      |
| 7 de septiembre de 2010 | Sofía     | Bulgaria   | Bandera de Bulgaria   | 0:1 (0:1) | Bandera de Montenegro | Montenegro |
| 7 de septiembre de 2010 | Basilea   | Suiza      | Bandera de Suiza      | 1:3 (0:1) | Bandera de Inglaterra | Inglaterra |
| 8 de octubre de 2010    | Cardiff   | Gales      | Bandera de Gales      | 0:1 (0:0) | Bandera de Bulgaria   | Bulgaria   |
| 8 de octubre de 2010    | Podgorica | Montenegro | Bandera de Montenegro | 1:0 (0:0) | Bandera de Suiza      | Suiza      |
| 12 de octubre de 2010   | Londres   | Inglaterra | Bandera de Inglaterra | 0:0 (0:0) | Bandera de Montenegro | Montenegro |
| 12 de octubre de 2010   | Basilea   | Suiza      | Bandera de Suiza      | 4:1 (2:1) | Bandera de Gales      | Gales      |
| 26 de marzo de 2011     | Cardiff   | Gales      | Bandera de Gales      | 0:2 (0:2) | Bandera de Inglaterra | Inglaterra |
| 26 de marzo de 2011     | Sofía     | Bulgaria   | Bandera de Bulgaria   | 0:0 (0:0) | Bandera de Suiza      | Suiza      |
| 4 de junio de 2011      | Londres   | Inglaterra | Bandera de Inglaterra | 2:2 (1:2) | Bandera de Suiza      | Suiza      |
| 4 de junio de 2011      | Podgorica | Montenegro | Bandera de Montenegro | 1:1 (0:0) | Bandera de Bulgaria   | Bulgaria   |
| 2 de septiembre de 2011 | Sofía     | Bulgaria   | Bandera de Bulgaria   | 0:3 (0:3) | Bandera de Inglaterra | Inglaterra |
| 2 de septiembre de 2011 | Swansea   | Gales      | Bandera de Gales      | 2:1 (1:0) | Bandera de Montenegro | Montenegro |
| 6 de septiembre de 2011 | Basilea   | Suiza      | Bandera de Suiza      | 3:1 (1:1) | Bandera de Bulgaria   | Bulgaria   |
| 6 de septiembre de 2011 | Londres   | Inglaterra | Bandera de Inglaterra | 1:0 (1:0) | Bandera de Gales      | Gales      |
| 7 de octubre de 2011    | Podgorica | Montenegro | Bandera de Montenegro | 2:2 (1:2) | Bandera de Inglaterra | Inglaterra |
| 7 de octubre de 2011    | Cardiff   | Gales      | Bandera de Gales      | 2:0 (0:0) | Bandera de Suiza      | Suiza      |
| 11 de octubre de 2011   | Ginebra   | Suiza      | Bandera de Suiza      | 2:0 (0:0) | Bandera de Montenegro | Montenegro |
| 11 de octubre de 2011   | Sofía     | Bulgaria   | Bandera de Bulgaria   | 0:1 (0:1) | Bandera de Gales      | Gales      |

### Grupo H
| Pos. | Equipo    | Pts. | PJ | G | E | P | GF | GC | Dif. | Clasificación |
| ---- | --------- | ---- | -- | - | - | - | -- | -- | ---- | ------------- |
| 1    | Dinamarca | 19   | 8  | 6 | 1 | 1 | 15 | 6  | +9   | Eurocopa 2012 |
| 2    | Portugal  | 16   | 8  | 5 | 1 | 2 | 21 | 12 | +9   | Play-offs     |
| 3    | Noruega   | 16   | 8  | 5 | 1 | 2 | 10 | 7  | +3   |               |
| 4    | Islandia  | 4    | 8  | 1 | 1 | 6 | 6  | 14 | −8   |               |
| 5    | Chipre    | 2    | 8  | 0 | 2 | 6 | 7  | 20 | −13  |               |

 Fuente: 
| Fecha                   | Lugar      |           |                      | Resultado |                      |           |
| ----------------------- | ---------- | --------- | -------------------- | --------- | -------------------- | --------- |
| 3 de septiembre de 2010 | Guimarães  | Portugal  | Bandera de Portugal  | 4:4 (2:2) | Bandera de Chipre    | Chipre    |
| 3 de septiembre de 2010 | Reikiavik  | Islandia  | Bandera de Islandia  | 1:2 (1:0) | Bandera de Noruega   | Noruega   |
| 7 de septiembre de 2010 | Oslo       | Noruega   | Bandera de Noruega   | 1:0 (1:0) | Bandera de Portugal  | Portugal  |
| 7 de septiembre de 2010 | Copenhague | Dinamarca | Bandera de Dinamarca | 1:0 (1:0) | Bandera de Islandia  | Islandia  |
| 8 de octubre de 2010    | Oporto     | Portugal  | Bandera de Portugal  | 3:1 (2:0) | Bandera de Dinamarca | Dinamarca |
| 8 de octubre de 2010    | Larnaca    | Chipre    | Bandera de Chipre    | 1:2 (0:2) | Bandera de Noruega   | Noruega   |
| 12 de octubre de 2010   | Reikiavik  | Islandia  | Bandera de Islandia  | 1:3 (1:2) | Bandera de Portugal  | Portugal  |
| 12 de octubre de 2010   | Copenhague | Dinamarca | Bandera de Dinamarca | 2:0 (2:0) | Bandera de Chipre    | Chipre    |
| 26 de marzo de 2011     | Larnaca    | Chipre    | Bandera de Chipre    | 0:0 (0:0) | Bandera de Islandia  | Islandia  |
| 26 de marzo de 2011     | Oslo       | Noruega   | Bandera de Noruega   | 1:1 (0:1) | Bandera de Dinamarca | Dinamarca |
| 4 de junio de 2011      | Lisboa     | Portugal  | Bandera de Portugal  | 1:0 (0:0) | Bandera de Noruega   | Noruega   |
| 4 de junio de 2011      | Reikiavik  | Islandia  | Bandera de Islandia  | 0:2 (0:0) | Bandera de Dinamarca | Dinamarca |
| 2 de septiembre de 2011 | Larnaca    | Chipre    | Bandera de Chipre    | 0:4 (0:1) | Bandera de Portugal  | Portugal  |
| 2 de septiembre de 2011 | Oslo       | Noruega   | Bandera de Noruega   | 1:0 (0:0) | Bandera de Islandia  | Islandia  |
| 6 de septiembre de 2011 | Reikiavik  | Islandia  | Bandera de Islandia  | 1:0 (1:0) | Bandera de Chipre    | Chipre    |
| 6 de septiembre de 2011 | Copenhague | Dinamarca | Bandera de Dinamarca | 2:0 (2:0) | Bandera de Noruega   | Noruega   |
| 7 de octubre de 2011    | Oporto     | Portugal  | Bandera de Portugal  | 5:3 (3:0) | Bandera de Islandia  | Islandia  |
| 7 de octubre de 2011    | Larnaca    | Chipre    | Bandera de Chipre    | 1:4 (1:4) | Bandera de Dinamarca | Dinamarca |
| 11 de octubre de 2011   | Oslo       | Noruega   | Bandera de Noruega   | 3:1 (2:1) | Bandera de Chipre    | Chipre    |
| 11 de octubre de 2011   | Copenhague | Dinamarca | Bandera de Dinamarca | 2:1 (1:0) | Bandera de Portugal  | Portugal  |

### Grupo I
| Pos. | Equipo          | Pts. | PJ | G | E | P | GF | GC | Dif. | Clasificación |
| ---- | --------------- | ---- | -- | - | - | - | -- | -- | ---- | ------------- |
| 1    | España          | 24   | 8  | 8 | 0 | 0 | 26 | 6  | +20  | Eurocopa 2012 |
| 2    | República Checa | 13   | 8  | 4 | 1 | 3 | 12 | 8  | +4   | Play-offs     |
| 3    | Escocia         | 11   | 8  | 3 | 2 | 3 | 9  | 10 | −1   |               |
| 4    | Lituania        | 5    | 8  | 1 | 2 | 5 | 4  | 13 | −9   |               |
| 5    | Liechtenstein   | 4    | 8  | 1 | 1 | 6 | 3  | 17 | −14  |               |

 Fuente: 
| Fecha                   | Lugar            | Local           |                            | Resultado |                            | Visitante       |
| ----------------------- | ---------------- | --------------- | -------------------------- | --------- | -------------------------- | --------------- |
| 3 de septiembre de 2010 | Kaunas           | Lituania        | Bandera de Lituania        | 0 - 0     | Bandera de Escocia         | Escocia         |
| 3 de septiembre de 2010 | Vaduz            | Liechtenstein   | Bandera de Liechtenstein   | 0 - 4     | Bandera de España          | España          |
| 7 de septiembre de 2010 | Glasgow          | Escocia         | Bandera de Escocia         | 2 - 1     | Bandera de Liechtenstein   | Liechtenstein   |
| 7 de septiembre de 2010 | Olomouc          | República Checa | Bandera de República Checa | 0 - 1     | Bandera de Lituania        | Lituania        |
| 8 de octubre de 2010    | Praga            | República Checa | Bandera de República Checa | 1 - 0     | Bandera de Escocia         | Escocia         |
| 8 de octubre de 2010    | Salamanca        | España          | Bandera de España          | 3 - 1     | Bandera de Lituania        | Lituania        |
| 12 de octubre de 2010   | Glasgow          | Escocia         | Bandera de Escocia         | 2 - 3     | Bandera de España          | España          |
| 12 de octubre de 2010   | Vaduz            | Liechtenstein   | Bandera de Liechtenstein   | 0 - 2     | Bandera de República Checa | República Checa |
| 25 de marzo de 2011     | Granada          | España          | Bandera de España          | 2 - 1     | Bandera de República Checa | República Checa |
| 29 de marzo de 2011     | České Budějovice | República Checa | Bandera de República Checa | 2 - 0     | Bandera de Liechtenstein   | Liechtenstein   |
| 29 de marzo de 2011     | Kaunas           | Lituania        | Bandera de Lituania        | 1 - 3     | Bandera de España          | España          |
| 3 de junio de 2011      | Vaduz            | Liechtenstein   | Bandera de Liechtenstein   | 2 - 0     | Bandera de Lituania        | Lituania        |
| 2 de septiembre de 2011 | Kaunas           | Lituania        | Bandera de Lituania        | 0 - 0     | Bandera de Liechtenstein   | Liechtenstein   |
| 3 de septiembre de 2011 | Glasgow          | Escocia         | Bandera de Escocia         | 2 - 2     | Bandera de República Checa | República Checa |
| 6 de septiembre de 2011 | Glasgow          | Escocia         | Bandera de Escocia         | 1 - 0     | Bandera de Lituania        | Lituania        |
| 6 de septiembre de 2011 | Logroño          | España          | Bandera de España          | 6 - 0     | Bandera de Liechtenstein   | Liechtenstein   |
| 7 de octubre de 2011    | Praga            | República Checa | Bandera de República Checa | 0 - 2     | Bandera de España          | España          |
| 8 de octubre de 2011    | Vaduz            | Liechtenstein   | Bandera de Liechtenstein   | 0 - 1     | Bandera de Escocia         | Escocia         |
| 11 de octubre de 2011   | Alicante         | España          | Bandera de España          | 3 - 1     | Bandera de Escocia         | Escocia         |
| 11 de octubre de 2011   | Kaunas           | Lituania        | Bandera de Lituania        | 1 - 4     | Bandera de República Checa | República Checa |

## Clasificación de segundos
Entre todos los grupos, el segundo puesto que haya acumulado más puntos se clasificó directamente para la Eurocopa 2012. Los ocho segundos restantes se batieron en duelos de repesca para obtener cuatro clasificados más. En la siguiente tabla se detalla quiénes finalizaron segundos. Al haber tres grupos que tienen sólo cinco equipos, se excluyeron los partidos que disputaron los segundos de los grupos de seis seleccionados contra su respectivo colista (último lugar).
| Pos. | Grp. | Equipo               | Pts. | PJ | G | E | P | GF | GC | Dif. | Clasificación |
| ---- | ---- | -------------------- | ---- | -- | - | - | - | -- | -- | ---- | ------------- |
| 1    | E    | Suecia               | 18   | 8  | 6 | 0 | 2 | 20 | 11 | +9   | Eurocopa 2012 |
| 2    | H    | Portugal             | 16   | 8  | 5 | 1 | 2 | 21 | 12 | +9   | Play-offs     |
| 3    | F    | Croacia              | 16   | 8  | 5 | 1 | 2 | 12 | 6  | +6   | Play-offs     |
| 4    | B    | Irlanda              | 15   | 8  | 4 | 3 | 1 | 10 | 6  | +4   | Play-offs     |
| 5    | D    | Bosnia y Herzegovina | 14   | 8  | 4 | 2 | 2 | 9  | 8  | +1   | Play-offs     |
| 6    | I    | República Checa      | 13   | 8  | 4 | 1 | 3 | 12 | 8  | +4   | Play-offs     |
| 7    | C    | Estonia              | 13   | 8  | 4 | 1 | 3 | 13 | 11 | +2   | Play-offs     |
| 8    | G    | Montenegro           | 12   | 8  | 3 | 3 | 2 | 7  | 7  | 0    | Play-offs     |
| 9    | A    | Turquía              | 11   | 8  | 3 | 2 | 3 | 8  | 10 | −2   | Play-offs     |

 Fuente: 

### Turquía vs Croacia
| 11 de noviembre de 2011, 21:10 (UTC+2) | Turquía | 0:3 (0:2) | Croacia                               | Türk Telekom Arena, Estambul       |                                    |
|                                        |         | Reporte   | Olić 2' · Mandžukić 32' · Ćorluka 51' | Árbitro(s): Felix Brych (Alemania) | Árbitro(s): Felix Brych (Alemania) |

| 15 de noviembre de 2011, 20:10 (UTC+1) | Croacia | 0:0     | Turquía | Estadio Maksimir, Zagreb        |                                 |
|                                        |         | Reporte |         | Árbitro(s): Pedro Proença (POR) | Árbitro(s): Pedro Proença (POR) |

### Estonia vs Irlanda
| 11 de noviembre de 2011, 21:45 (UTC+2) | Estonia | 0:4 (0:1) | Irlanda                                          | A. Le Coq Arena, Tallin             |                                     |
|                                        |         | Reporte   | Andrews 13' · Walters 67' · Keane 71' 88' (pen.) | Árbitro(s): Viktor Kassai (Hungría) | Árbitro(s): Viktor Kassai (Hungría) |

| 15 de noviembre de 2011, 19:45 (UTC) | Irlanda    | 1:1 (1:0) | Estonia         | Aviva Stadium, Dublín                    |                                          |
|                                      | Ward 32' · | Reporte   | Vassiljev 57' · | Árbitro(s): Björn Kuipers (Países Bajos) | Árbitro(s): Björn Kuipers (Países Bajos) |

### República Checa vs Montenegro
| 11 de noviembre de 2011, 20:15 (UTC+1) | República Checa         | 2:0 (0:0) | Montenegro | Generali Arena, Praga                    |                                          |
|                                        | Pilař 63' · Sivok 90+2' | Reporte   |            | Árbitro(s): Martin Atkinson (Inglaterra) | Árbitro(s): Martin Atkinson (Inglaterra) |

| 15 de noviembre de 2011, 20:15 (UTC+1) | Montenegro | 0:1 (0:0) | República Checa | Estadio Pod Goricom, Podgorica      |                                     |
|                                        |            | Reporte   | Jiráček 81' ·   | Árbitro(s): Nicola Rizzoli (Italia) | Árbitro(s): Nicola Rizzoli (Italia) |

### Bosnia y Herzegovina vs Portugal
| 11 de noviembre de 2011, 20:00 (UTC+1) | Bosnia y Herzegovina | 0:0     | Portugal | Bilino Polje, Zenica                 |                                      |
|                                        |                      | Reporte |          | Árbitro(s): Howard Webb (Inglaterra) | Árbitro(s): Howard Webb (Inglaterra) |

| 15 de noviembre de 2011, 21:00 (UTC) | Portugal                                                    | 6:2 (2:1) | Bosnia y Herzegovina              | Estádio da Luz, Lisboa                |                                       |
|                                      | C. Ronaldo 8' 53' · Nani 24' · Postiga 72' 82' · Veloso 80' | Reporte   | Spahić 65' · Misimović 41' (pen.) | Árbitro(s): Wolfgang Stark (Alemania) | Árbitro(s): Wolfgang Stark (Alemania) |

## Goleadores
| Jugador              | Equipo       | Goles |
| -------------------- | ------------ | ----- |
| Klaas-Jan Huntelaar  | Países Bajos | 12    |
| Miroslav Klose       | Alemania     | 9     |
| Cristiano Ronaldo    | Portugal     | 8     |
| David Villa          | España       | 7     |
| Mikael Forssell      | Finlandia    | 7     |
| Robbie Keane         | Irlanda      | 7     |
| Antonio Cassano      | Italia       | 6     |
| Robin van Persie     | Países Bajos | 6     |
| Dirk Kuyt            | Países Bajos | 6     |
| Mario Gómez          | Alemania     | 6     |
| Henrikh Mkhitaryan   | Armenia      | 6     |
| Gergely Rudolf       | Hungría      | 6     |
| Konstantin Vassiljev | Estonia      | 6     |

## Nuevos horarios
Por primera vez, la UEFA permitió la disputa de partidos de clasificación para la Euro 2012 en viernes y en martes para favorecer que los clubes puedan permitirse tener a los internacionales consigo más tiempo.

## Clasificados
|          |              |                       |          |                 |        |            |                       |
| Alemania | Croacia      | Dinamarca             | España   | Francia         | Grecia | Inglaterra | Irlanda               |
|          |              |                       |          |                 |        |            |                       |
| Italia   | Países Bajos | Polonia (Organizador) | Portugal | República Checa | Rusia  | Suecia     | Ucrania (Organizador) |